# 道を尋ねる旅人のいる風景
『道を尋ねる旅人のいる風景』（みちをたずねるたびびとのいるふうけい、伊: Paesaggio con viaggiatori che chiedono la strada、英: Landscape with Travellers asking the Way）は、17世紀イタリア・バロック期の画家サルヴァトール・ローザが1641年ごろ、キャンバス上に油彩で描いた絵画である。ローザが1630年代末にローマからフィレンツェに移って間もなく、熱烈な美術愛好家で、後に枢機卿になったジャン・カルロ・デ・メディチにより委嘱された。作品は2013年にアート・ファンドを通じてデニス・マーン義捐基金管理より取得されて以来、ナショナル・ギャラリー (ロンドン) に所蔵されている。

## 作品
ローザの描く風景は18世紀以来イギリスで高い人気があったが、そのイメージは切り立った岩山の連なりや、ねじ曲がった木々、嵐の気配をはらんだ陰鬱な空などからなる、どこか不穏で荒々しい情景であった。そのため、彼の風景は、アルプス山脈を描いたものであると誤解した人も珍しくなかった。ローザの作品に対するこうしたイメージは、気性が激しく、自立心が旺盛であったという彼の性格と結びつけられて形成されたものである。
本作では、馬に乗った2人の男が道端で休息している3人の農民たちに道を尋ねている。白馬に乗った男は陽に照らされた谷の方を指差しているが、そのポーズは座っている1人の農民のポーズと同じである。木々の間から射し込む、暖かな夕陽が人物に降り注いでおり、彼らの赤色や青色の衣服は周囲の豊かな土気色を背景に際立っている。中景の輝く風景の中には、前景に向かって歩いてくる2人の人物のシルエットが浮かび上がっている。

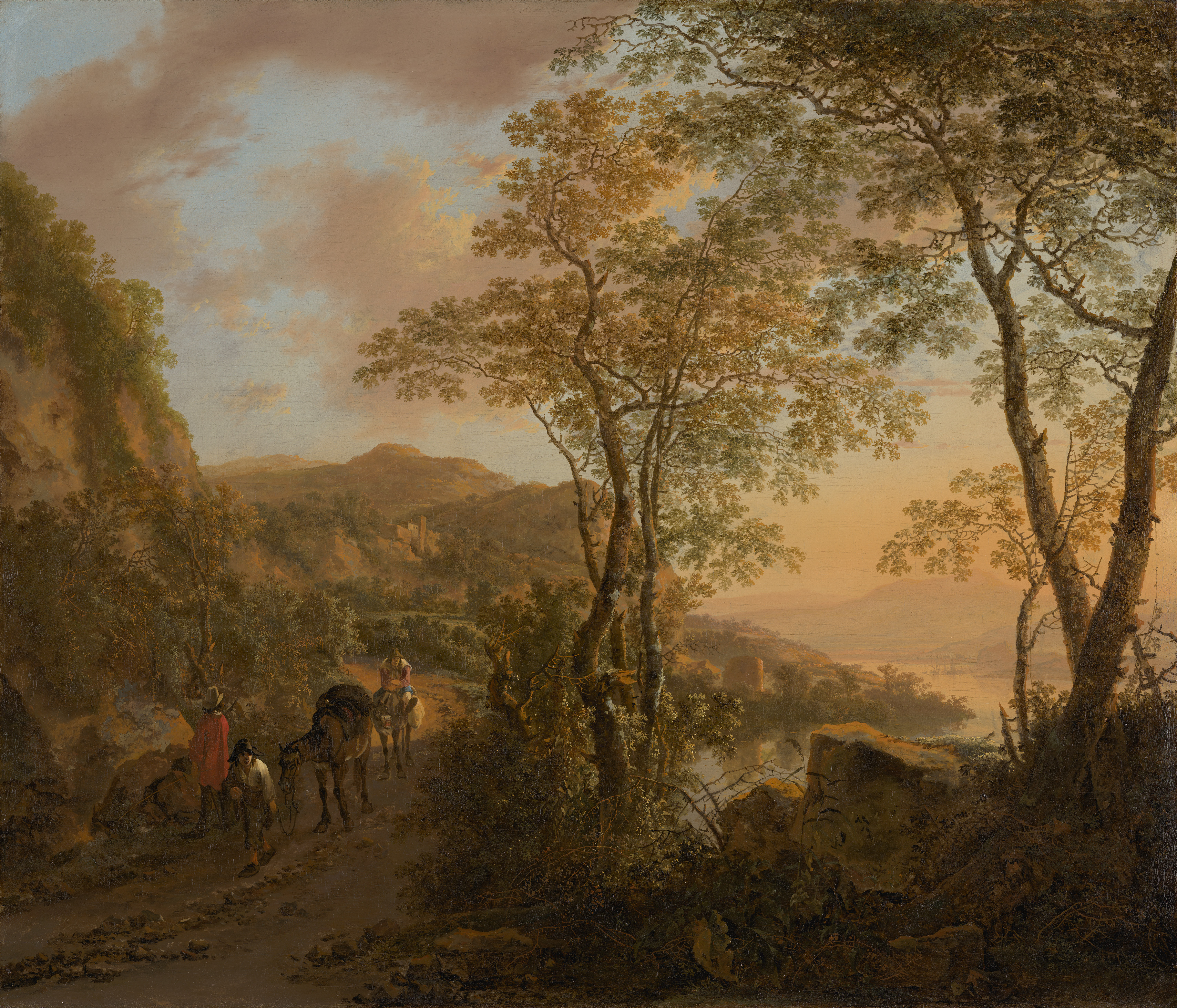
ヤン・ボト『イタリア風の風景』 (1645年)、マウリッツハイス美術館、デン・ハーグ

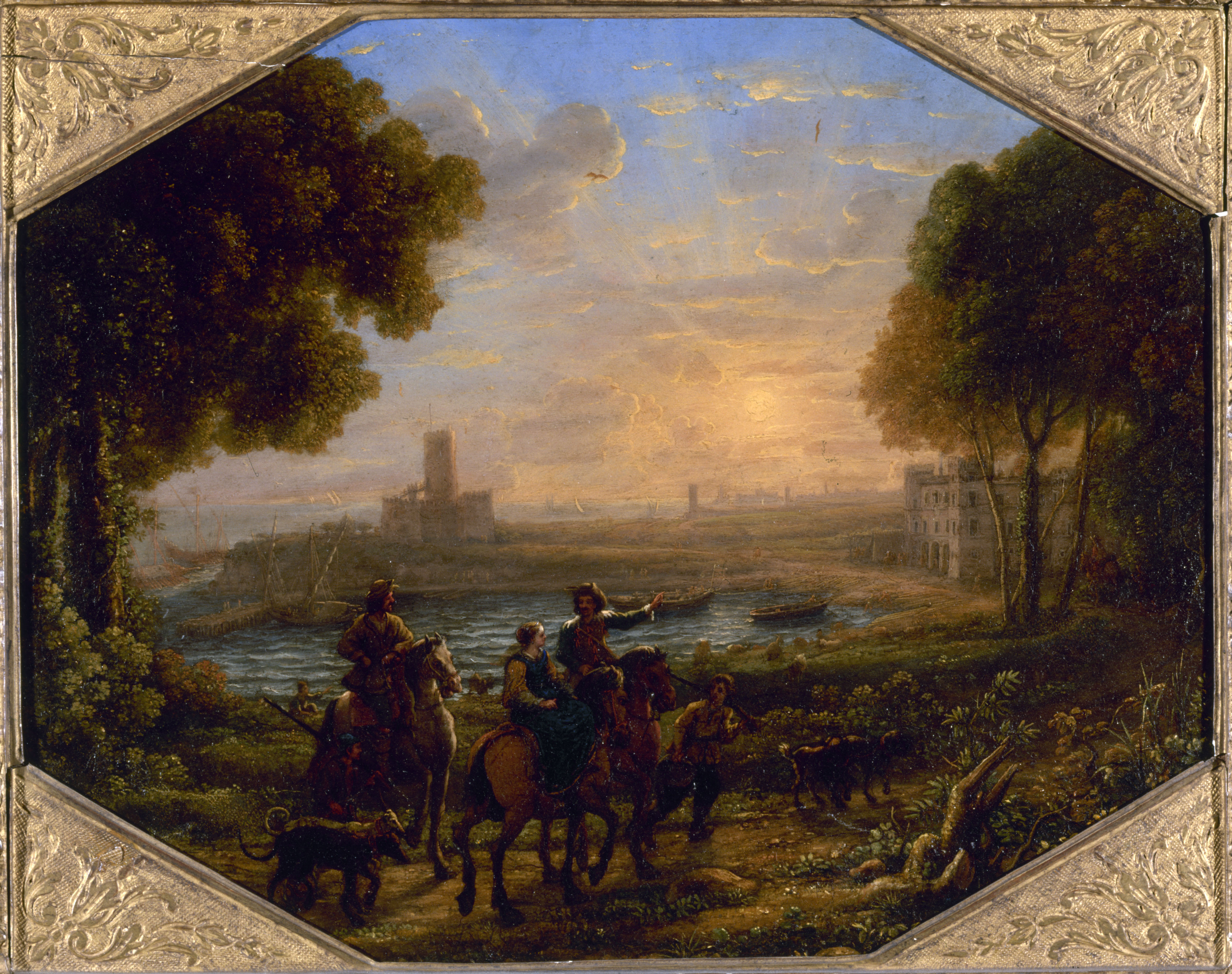
クロード・ロラン『サンタ・マリネッラ港のある風景』 (1637-1638年)、プティ・パレ美術館、パリ

広く流布したローザの作品のイメージと比べると、本作は非常に穏やかなものに見える。金色の光に照らされ、路上に旅行者がいる画面は、1635-1640年にローマに滞在していたオランダの画家ヤン・ボトらのイタリア的風景画と共通した要素を持っており、ローザは彼らに影響を受けたと考えられる。遠景に沈む、平穏な夕陽もまた、ローザがローマで見たフランスの画家クロード・ロランの作品を想起させるものである。
そうした影響にもかかわらず、本作はやはりローザの風景画に対する独特のアプローチを示している。クロードの風景画に見られる広い光景と均衡のある構図は、ここではそびえる木々、鑑賞者の視線を画面中に誘う、曲がりくねった道に取って代わられている。前景の曲がった木の幹、奇妙な岩、様々な植物は、ローザの風景画に典型的なモティーフである。フィレンツェに滞在していた折、ローザはトスカーナ地方北部のヴォルテッラ周辺の岩地の田舎で時間を過ごし、岩山、平野、山地、滝などの詳細な習作を描いた。彼はこれらの習作を自身の想像力と組み合わせ、荒々しく劇的な場面を制作したのである。